# Данијел Аврамовски
Данијел Аврамовски (Скопље, 20. фебруар 1995) је македонски фудбалер.

## Каријера
Аврамовски је каријеру почео у Работничком, а играо је и за Македонију Ђорче Петров. У јулу 2014. је потписао трогодишњи уговор са Црвеном звездом. На свом дебију дресу Црвене звезде, 30. августа 2014, Аврамовски је постигао гол за победу свог тима над суботичким Спартаком (1:0). Током сезоне 2014/15. је забележио укупно 13 наступа за Црвену звезду. За наредну 2015/16. сезону је позајмљен ОФК Београду. По истеку позајмице се вратио у Црвену звезду али како није добијао прилику да игра раскинуо је уговор у децембру 2016. године. Недуго након тога је потписао троипогодишњи уговор са Олимпијом из Љубљане. Словеначки клуб га је 31. августа 2017.  проследио на позајмицу у новосадску Војводину до краја такмичарске 2017/18. У фебруару 2019. се вратио у македонски фудбал и потписао за Вардар. Годину и по дана је носио дрес Вардара а потом је остварио инострани трансфер у турског суперлигаша Кајсериспор. У фебруару 2022. је потписао за Сарајево.
За сениорску репрезентацију Македоније је дебитовао 18. јуна 2014. на пријатељској утакмици са Кином. Са националним тимом је наступао на Европском првенству 2021. године.